# 埃纳雷斯河畔圣费尔南多
埃纳雷斯河畔圣费尔南多，是西班牙马德里自治区的一个市镇，距离马德里15公里。总面积40平方公里，总人口39,681人（2017年），人口密度1000人/平方公里。

## 图片

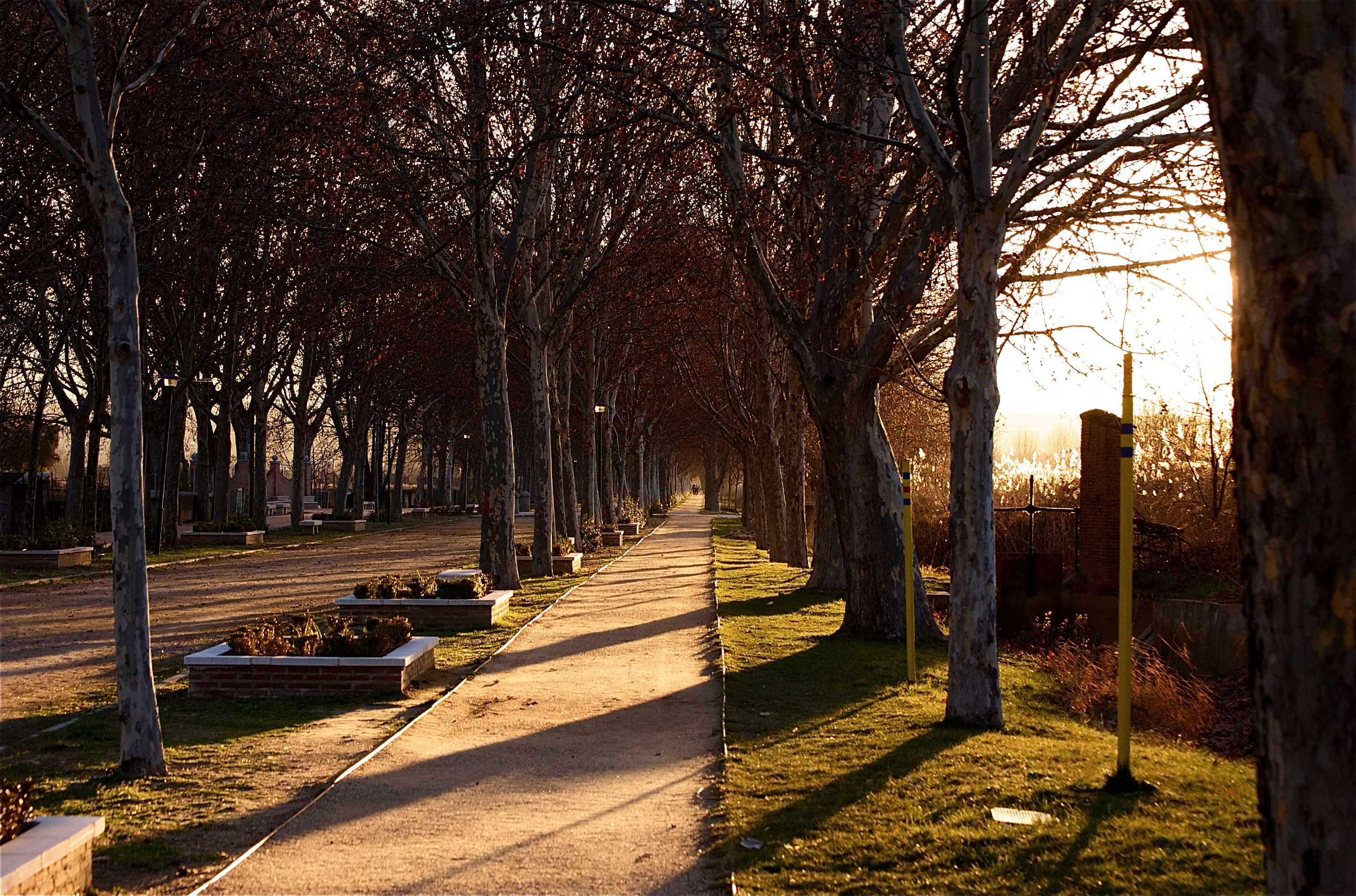
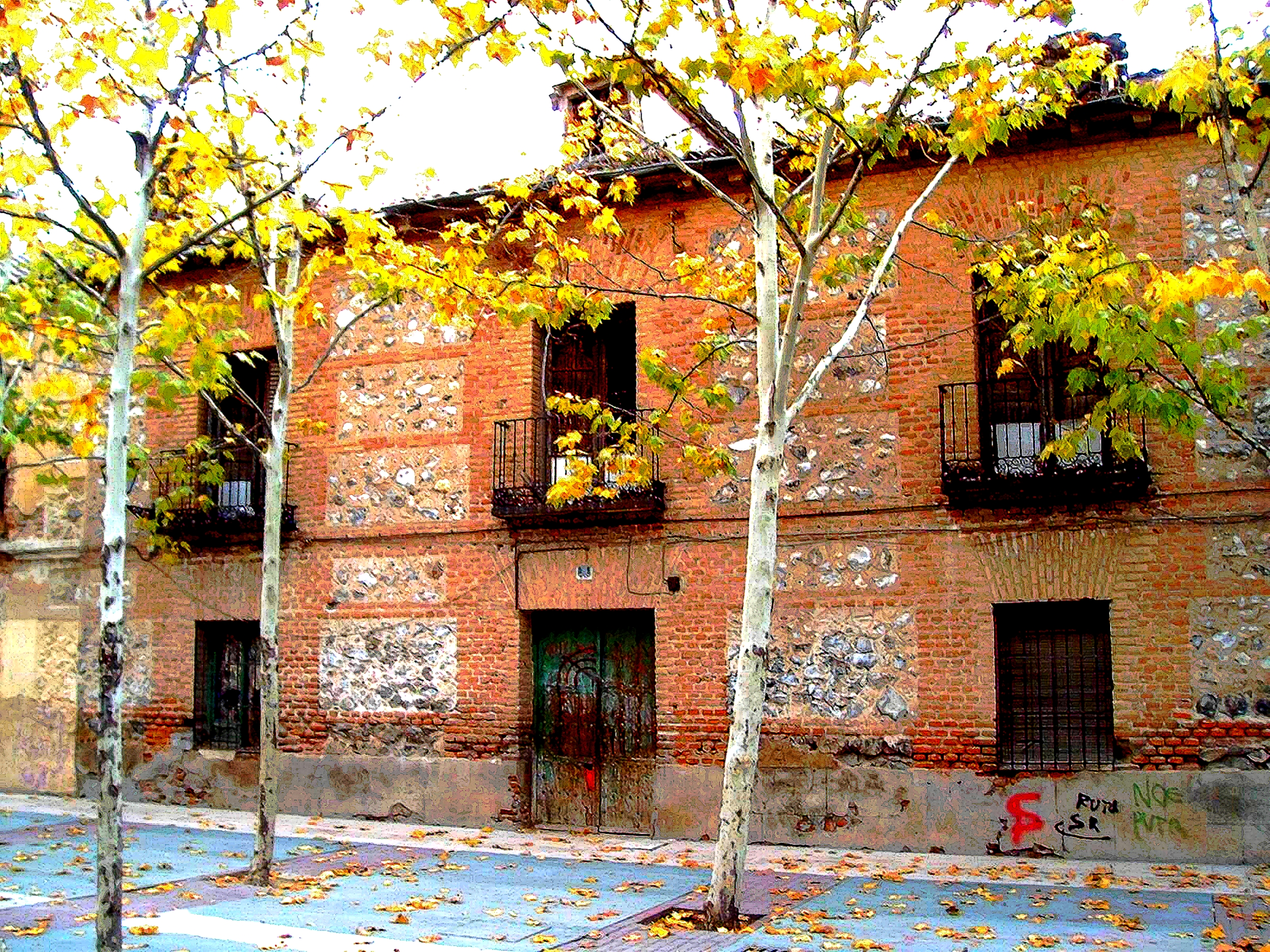
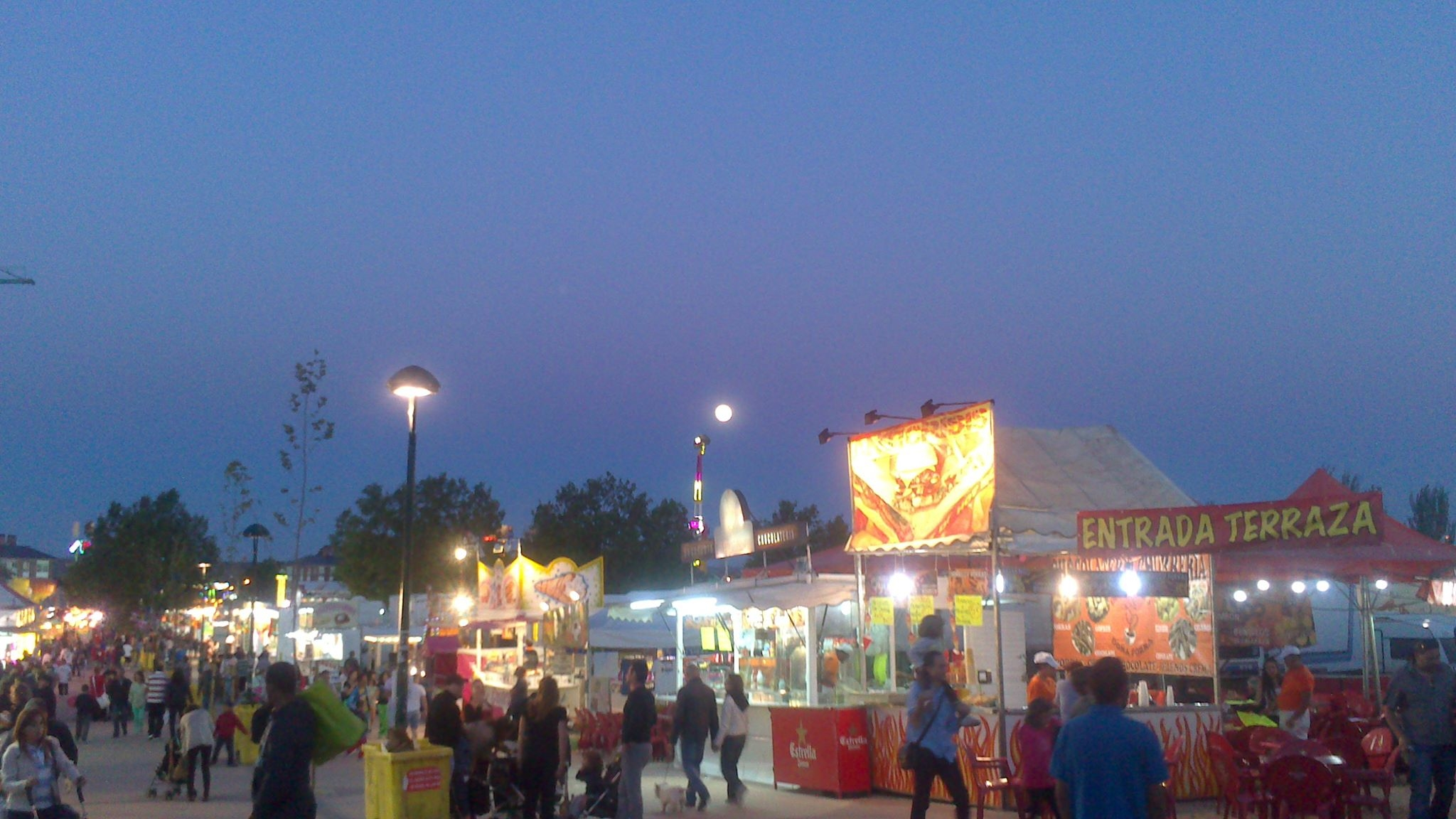
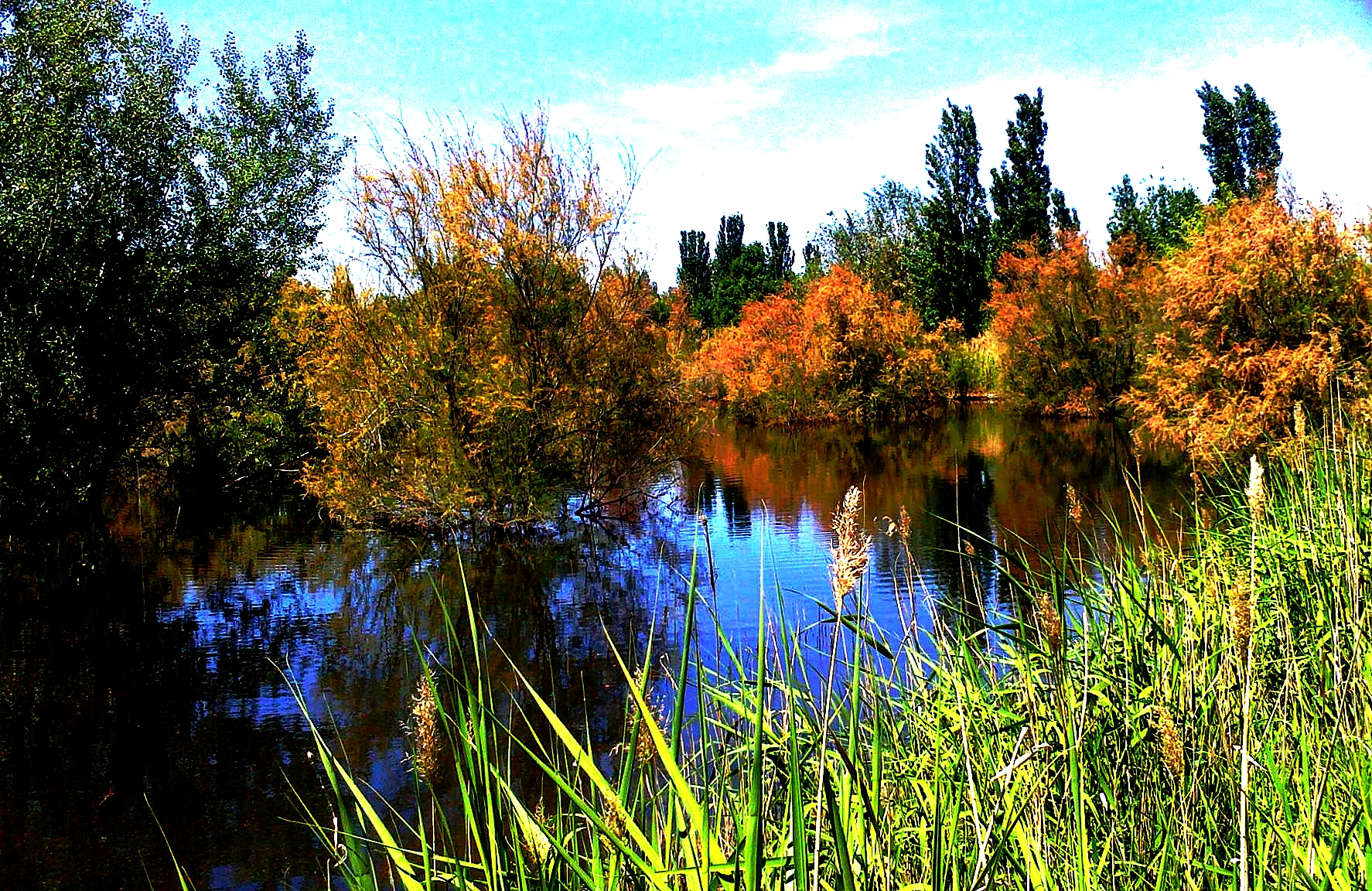
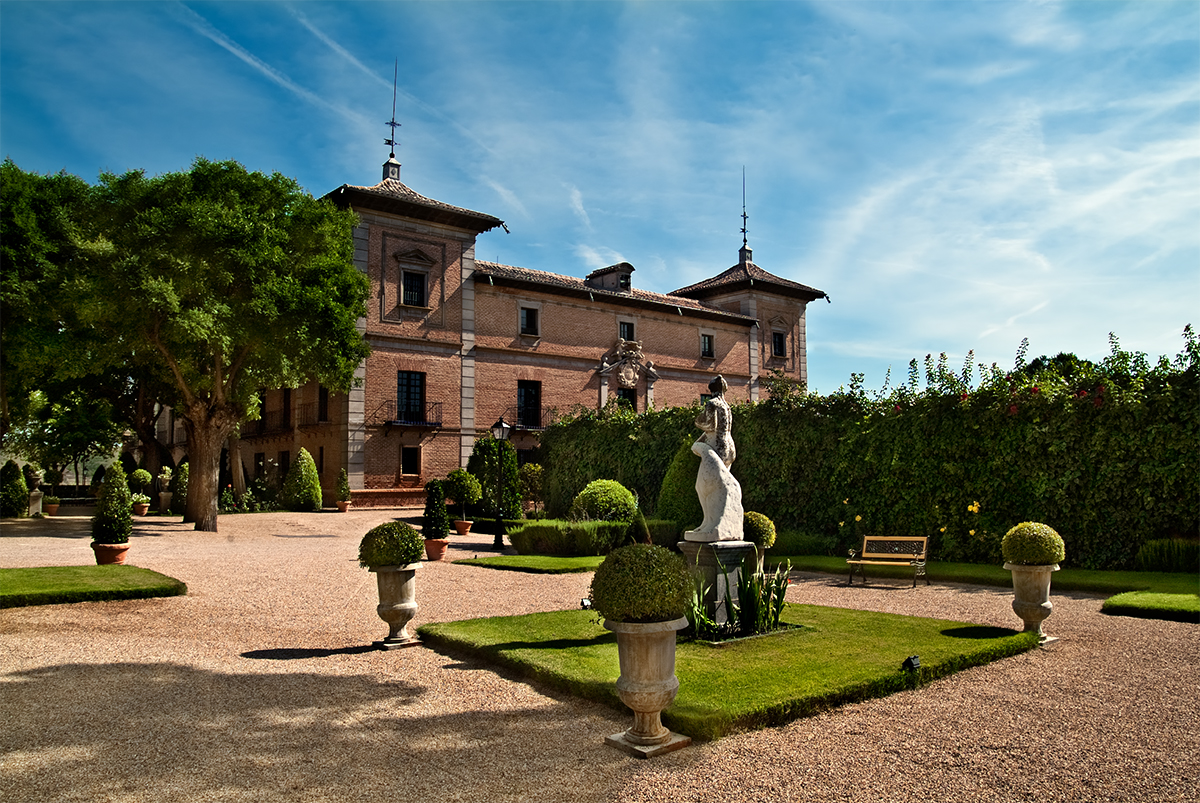

## 位置
| 西北: 马德里                | 北: 哈拉马河畔帕拉库埃略斯 | 东北: 哈拉马河畔帕拉库埃略斯 和 托雷洪-德阿尔多斯     |
| 西: 马德里 和 科斯拉达      |                            | 东:托雷斯-德拉阿拉梅达, 托雷洪-德阿尔多斯 和 洛埃切斯 |
| 西南: 里瓦斯-巴西亚马德里德 | 南: 梅霍拉达-德尔坎波      | 东南: 洛埃切斯                                        |

## 友好城市
- 羅馬尼亞 瓦斯盧伊[2]
- 羅馬尼亞 肯皮亞圖爾濟[2]